# Henning Hauger
Henning Hauger (Bærum, 1985. július 17. –) 23-szoros norvég válogatott labdarúgó.
Hauger Norvégiát az U16-ostól az U21-es szintig képviselte, mielőtt 2006-ban bemutatkozhatott a felnőttválogatottban, általában labdatartó középpályást játszott Egil "Drillo" Olsen idejében 2008 és 2011 között.

## Kezdetek
Hauger Bærumban született sportcsaládba, apja, Børre, nagybátyja, Lars és bátyja, Andreas egyaránt bandyt és labdarúgást játszottak a Stabæk IF színeiben. Børre és Lars norvég bandyválogatott volt, Andreas a Stabæk Fotball színeiben megnyerte az 1998-as norvég labdarúgókupa-sorozatot, a döntőben csereként állt be. Henning Hauger Bærumban nőtt fel, de gyakran megtekintette a Stabæk Fotball hazai Tippeligaen-meccseit, a csapat szurkolójává vált.

## Klubcsapatokban
Hauger a Stabæk első csapatában 2003. április 21-én mutatkozott be az Odd Grenland ellen, a 78. percben állt be Tryggvi Guðmundsson helyére. A következő szezonban 16 meccsen játszott, a csapat kiesett, más norvég csapatok szerződtették a sportigazgató Jan-Erik Aalbut és akarták a fiatal játékost is. Hauger a másodosztályba is a Stabækkel tartott, egyike volt a 2005-ös, visszajutással végződő szezon legjobbjainak.
Hauger a 2008-as szezon első felében nem játszott rendszeresen, mikor szerződtették Espen Hoff-fot a Lyntől a szezon felénél, a két klub egyeztetéseket folytatott arról, hogy járja meg az utat visszafelé. Azonban a szezon második felében stabil csapattag lett, a Stabæk megnyerte a Tippeligaent, kupadöntőbe jutott, de a Vålerenga 4–1-re legyőzte őket.
Miután a Stabæk edzője, Jan Jönsson a 2011-es szezon előtt a Rosenborgba igazolt, elmondása szerint le szerette volna igazolni a szezon végén lejáró szerződésű Haugert, mert szerinte az egyik legjobb labdarúgó Norvégiában. A Stabæk azonban nem akarta másik norvég klubnak eladni, 2011 augusztusában a német Hannover 96 csapatába igazolt. A Stabækben évek óta hordott 7-es mezt akarta viselni, de már azt Sérgio Pinto lefoglalta, így új mezszáma a 15-ös lett. Hauger 2011. augusztus 6-án mutatkozott be, pont Pinto cseréjeként állt be az utolsó 21 percre a 2011–12-es Bundesliga TSG 1899 Hoffenheim elleni nyitómeccsén. A Hannoverben kevés játékidőhöz jutott, 2012 augusztusában kölcsönadták a Lillestrømnek. A klubban 2012. szeptember 1-én mutatkozott be, a Fredrikstad ellen a félidőben állt be Espen Søgård helyére.
2013 januárjában a svéd bajnok IF Elfsborg ingyen szerezte meg, miután felbontotta szerződését a Hannoverrel, a skandináv csapathoz három évre írt alá. Jörgen Lennartsson vezetőedző, aki már 2012-ben már edzette Haugert a Stabæknél, örült az igazolásnak és dicsérte a középpályás passzolási tehetségét.

## Válogatottban
Hauger a norvég utánpótlás-válogatottak alapembere volt, 2005-ben hívták be a norvég U21-es labdarúgó-válogatottba. 2005 és 2006 közt 14 meccsen játszott az U21-es válogatottban, a különböző utánpótlás-válogatottakban összesen 45 találkozón lépett pályára.
Amikor Kristofer Hæstad és Christian Grindheim nem tudta vállalni a játékot a Mexikó és USA elleni barátságos meccseken, a norvég labdarúgó-válogatott szövetségi kapitánya, Åge Hareide úgy döntött, Haugert hívja be helyettesként. Ez volt az első behívása, a Mexikó ellen 2–1-re elvesztett találkozón be is mutatkozott, a félidőben állt be Magne Hoseth helyére.
Hauger a Stabækben mutatott lenyűgöző 2008-as formája után került legközelebb a válogatott keretébe, a 2010-es labdarúgó-világbajnokság selejtezőin a Hollandia elleni 2008. október 15-i meccsen, majdnem 3 évvel legutóbbi válogatott meccse után. Hauger hamarosan alapember lett labdatartó középpályásként Egil "Drillo" Olsen csapatában, sorozatban 18 válogatott meccsen volt a kezdőcsapat tagja, amíg egy 2012-es labdarúgó-Európa-bajnokság-selejtezőn Håvard Nordtveit kezdett helyette, ezt a Dánia elleni meccset 2011. szeptember 6-án rendezték.
Mialatt Németországban keveset játszott, a válogatottba sem hívták be mindig. Miután kölcsönben a Lillestrømhöz került, behívták a 2014-es labdarúgó-világbajnokság Ciprus és Szlovénia elleni selejtezőire, de nem lépett pályára. 2013. januárjáig 23 meccsen játszott, gólt nem szerzett.

## Statisztikák

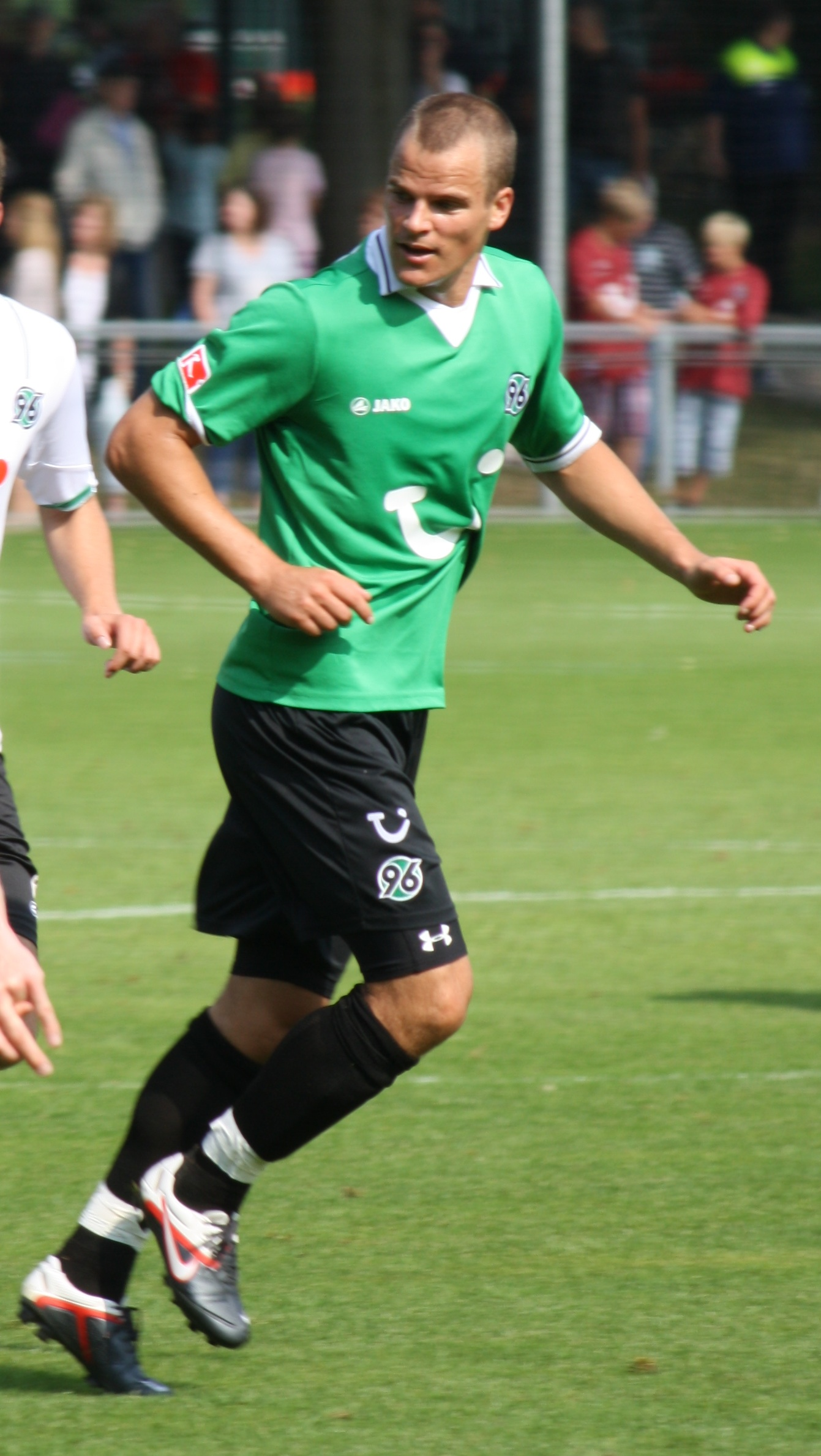
Henning Hauger a Hannover 96 színeiben

2013. szeptember 21. szerint
| Szezon   | Klub           | Osztály           | Bajnokság | Bajnokság | Kupa  | Kupa | Európa | Európa | Összesen | Összesen |
| Szezon   | Klub           | Osztály           | Meccs     | Gól       | Meccs | Gól  | Meccs  | Gól    | Meccs    | Gól      |
| -------- | -------------- | ----------------- | --------- | --------- | ----- | ---- | ------ | ------ | -------- | -------- |
| 2003     | Stabæk         | Tippeligaen       | 2         | 0         | 0     | 0    | 0      | 0      | 2        | 0        |
| 2004     | Stabæk         | Tippeligaen       | 16        | 2         | 5     | 0    | 4      | 0      | 25       | 2        |
| 2005     | Stabæk         | Adeccoligaen      | 30        | 1         | 4     | 1    | 0      | 0      | 34       | 2        |
| 2006     | Stabæk         | Tippeligaen       | 19        | 1         | 2     | 0    | 0      | 0      | 21       | 1        |
| 2007     | Stabæk         | Tippeligaen       | 26        | 3         | 6     | 0    | 0      | 0      | 32       | 3        |
| 2008     | Stabæk         | Tippeligaen       | 18        | 0         | 5     | 0    | 0      | 0      | 23       | 0        |
| 2009     | Stabæk         | Tippeligaen       | 29        | 0         | 3     | 0    | 6      | 0      | 38       | 0        |
| 2010     | Stabæk         | Tippeligaen       | 30        | 0         | 3     | 0    | 2      | 0      | 35       | 0        |
| 2011     | Stabæk         | Tippeligaen       | 14        | 0         | 3     | 0    | 0      | 0      | 17       | 0        |
| 2011–12  | Hannover 96    | Bundesliga        | 3         | 0         | 0     | 0    | 2      | 0      | 5        | 0        |
| 2012     | Hannover 96 II | Regionalliga Nord | 7         | 0         | 0     | 0    | 0      | 0      | 7        | 0        |
| 2012     | Lillestrøm     | Tippeligaen       | 9         | 0         | 0     | 0    | 0      | 0      | 9        | 0        |
| 2013     | Elfsborg       | Allsvenskan       | 14        | 1         | 0     | 0    | 1      | 0      | 15       | 1        |
| Összesen | Összesen       | Összesen          | 217       | 8         | 31    | 1    | 15     | 0      | 263      | 9        |

## Fordítás
Ez a szócikk részben vagy egészben  a   Henning Hauger című angol Wikipédia-szócikk ezen változatának fordításán alapul.  Az eredeti cikk szerkesztőit annak laptörténete sorolja fel. Ez a jelzés csupán a megfogalmazás eredetét és a szerzői jogokat jelzi, nem szolgál a cikkben szereplő információk forrásmegjelöléseként.